# Ludwik Wolski (poeta)
Ludwik Wolski herbu Lubicz, w rodzinie zwany „Luk” (ur. 27 marca 1895 w Schodnicy, zm. 2 kwietnia 1919 w Złoczowie) – polski poeta, agronom, zamordowany w czasie wojny polsko-ukraińskiej.

## Życiorys
Urodził się w Schodnicy położonej 25 km na południe od Drohobycza, w rodzinie ziemiańskiej, utalentowanej artystycznie. Jego rodzicami byli Wacław, przedsiębiorca i działacz społeczny, oraz Maryla z domu Młodnicka, poetka. Miał braci Kazimierza i Juliusza oraz siostry Anielę Pawlikowską, malarkę, i Beatę Obertyńską, nazywaną „poetką Lwowa”. Jego babcią była Wanda Młodnicka, z domu Monné, pisarka i tłumaczka, narzeczona i muza Artura Grottgera. Od niej otrzymał dwa słynne kartony Grottgera, poświęcone przez artystę dzieciom polskim Na chórze i U grobowca Kościuszki. Z kolei jego ojciec chrzestny, Władysław Bełza, dedykował mu Katechizm polskiego dziecka – zbiór wierszy zawierający wiersz o tym samym tytule.
W 1913 ukończył VIII klasę i zdał egzamin dojrzałości w C. K. Gimnazjum we Lwowie. Po ukończeniu studiów w Akademii Rolniczej w Dublanach pracował najpierw jako asystent w katedrze botaniki w tejże uczelni, a następnie jako komisarz rolniczy w starostwie w Zborowie.
Napisał wiele wierszy, które świadczyły o jego talencie. Wybuch wojny polsko-ukraińskiej zastał go w majątku Perepelniki. Za napisanie wiersza satyrycznego pt. Ukraina został jesienią 1918 aresztowany przez władze ukraińskie i parę miesięcy później zamordowany po okrutnych torturach wraz z kilkudziesięcioma Polakami na dziedzińcu Zamku Sobieskich w Złoczowie. Przed śmiercią prosił kapelana więziennego, aby przekazał rodzicom, że „umarł jako dobry Polak”. Jego ciało władze polskie ekshumowały i pochowały 29 września 1921 w Kaplicy-Mauzoleum Orląt Złoczowskich na cmentarzu w Złoczowie.